# Hippodamos z Milétu
Hippodamos z Milétu (řecky Ἱππόδαμος) byl řecký architekt z 5. století př. n. l.. Roku 476 př. n. l. byl pověřen athénským lidovým shromážděním navrhnout plán výstavby obytné čtvrti u athénského přístavu Pirea. Představil Athéňanům vzorový dům, který je nadchnul a který prohlásili za „typový dům pro každého“. Rozměřili pravoúhlou síť ulic na kopci u přístavu a losem rozdělili stavební pozemky o stejné velikosti (pod vlivem principu rovnosti všech občanů) mezi 2000 zájemců. Normované domy na těchto pozemcích měly stejný půdorys a ležely na svahu orientovány na jih. Každý z nich měl vnitřní dvůr, kolem nějž byly uspořádány jednotlivé místnosti, z nich každá měla svou funkci. Existovaly zde místnosti obytné, místnosti pro hosty, dílny a obchody. Dalšími součástmi hippodamovského města byly centrální náměstí (agora) a chrámový okrsek.
Hippodamovo reformní úsilí našlo svůj ohlas ve všech nově zakládaných nebo nově vystavovaných městech 5. a 4. století př. n. l., jako jsou Milétos, Olynthos nebo Priéné, ale také v řeckých koloniích, jako jsou Poseidónia nebo Syrakusy.
Aristotelés ve své Politice shledává v Hippodamově systému nejlepší způsob, jak ideálně rozdělit město. Uvádí, že Hippodamos naplánoval město pro 10 000 lidí. Určil tři třídy obyvatelstva: řemeslníky, rolníky a válečníky, z nichž každé byla vyhrazena jedna část města. Dále pak rozdělil pozemky na tři typy: posvátné, veřejné a soukromé. Vytvořením ideálního města a státu se zabýval také Aristotelův učitel Platón ve svém díle Políteiá (Ústava) a jiní soudobí řečtí filozofové.